# ستيف وليامز (لاعب اتحاد الرغبي بريطاني)
ستيف وليامز (بالإنجليزية: Steve Williams)‏ هو لاعب اتحاد الرغبي بريطاني، ولد في 3 أكتوبر 1970.